# Olave Baden-Powell
Olave St. Clair Soames (Chesterfield, 22 de fevereiro de 1889 – Bramley, 25 de junho de 1977) foi a primeira guia de escotismo da Grã-Bretanha.
Seu pai Harold Soames e sua mãe Katherine Hill tiveram mais dois filhos, um menino chamado Arthur e uma outra menina chamada Auriol, quando nasceu Olave, puseram este nome porque esperavam um filho homem que se chamaria Olaf. Mulher do fundador do Movimento Escoteiro (fundado em 1907) e do Movimento Bandeirante (fundado em 1908), o militar Robert Baden-Powell, 32 anos mais velho.

## Movimento Bandeirante
No ano de 1914, Lady Baden-Powell passou a dedicar seus esforços ao Movimento Bandeirante, conhecida por sua simpatia e carisma. No ano de 1916 foi nomeada Comissária Chefe e apenas dois anos depois foi nomeada Chefe Bandeirante da Grã-Bretanha. No mesmo ano 1918, Olave recebeu o "Gold Fish", medalha concedida exclusivamente a ela, sendo mais importante que o próprio "Silver Fish", a mais alta condecoração do Bandeirantismo Inglês. Olave havia tomado como propósito expandir o Bandeirantismo ao mundo, para que mais meninas tivessem a oportunidade de fazer parte do Movimento, então se dedicou a escrever cartas a conhecidos residentes de outros países para que estes iniciassem atividades bandeirantes com as meninas de suas localidades.
No ano de 1919, Lady BP enviou uma carta ao Brasil, propondo a fundação do Movimento das Girl Guides no país. Seu amigo, Sr Barclay se responsabilizou pela entrega da correspondência em sua viagem ao Rio de Janeiro, entregando-a nas mãos da família Lynch.

Mais tarde foi necessária a criação de um comitê específico para tratar da expansão do bandeirantismo e da comunicação permanente entre todos os países. Lady Olave foi convidada a se tornar Presidente deste Comitê, o que aceitou prontamente, criando os moldes necessários para a futura WAGGGS (World Association of Girl Guides and Girl Scouts - Associação Mundial de Guias e Escoteiras).

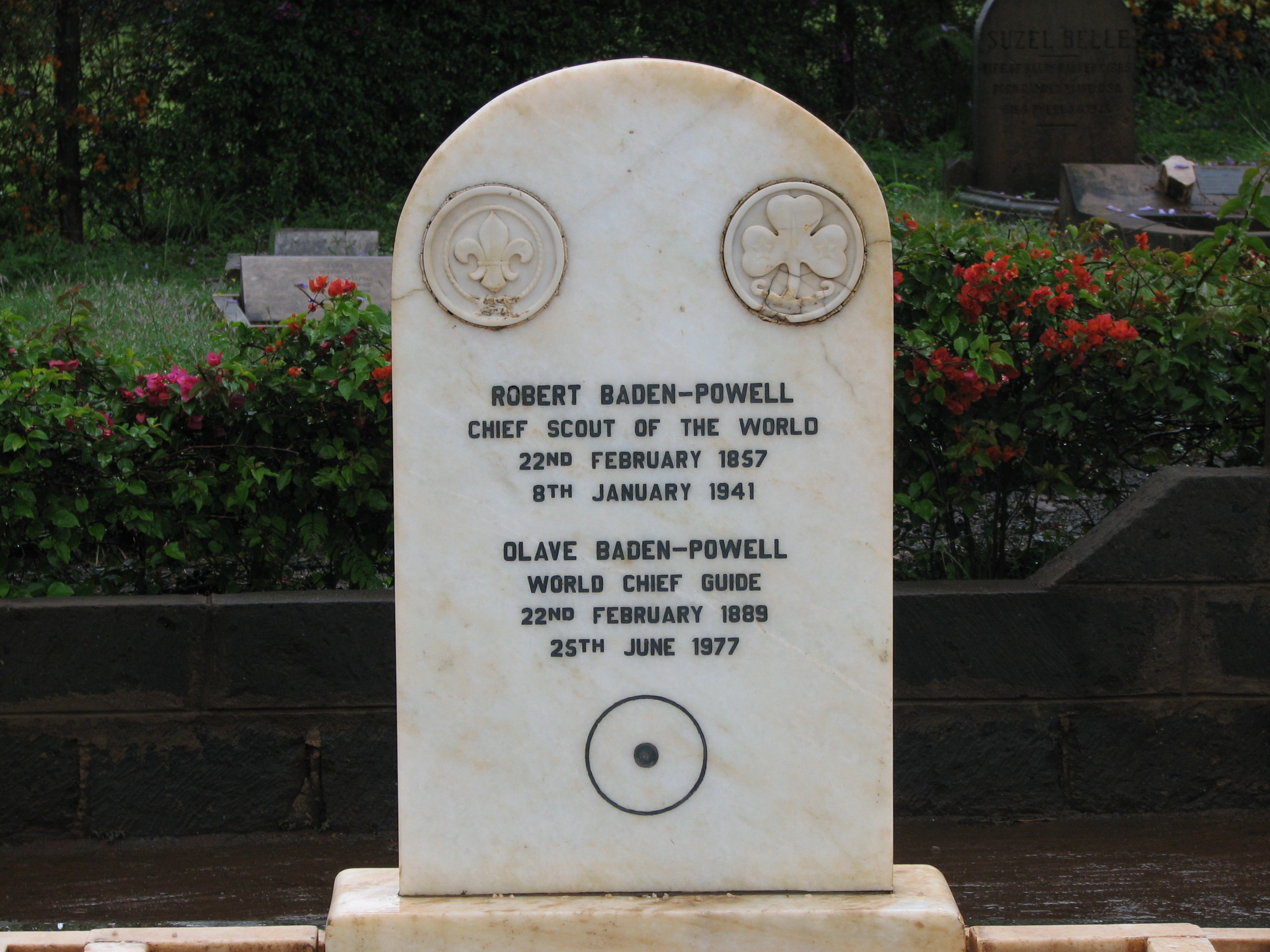
Tumulo de Olave e Robert Baden-Powell.

## Morte
Ela faleceu em 25 de junho de 1977, rodeada de seus entes queridos e em sua memória foi oferecido um serviço religioso extraordinário na Capela de Westminster com assistência de membros da nobreza, corpo diplomático e oficiais da Inglaterra e os mais altos executivos das Associações de Bandeirantes e Escoteiros do mundo. A sua solicitação foi de não enviar flores nem presentes na hora de sua morte, gostaria de receber a alegria de que "semeassem" o fundo especial, cuja finalidade era a construção da sede da WAGGGS, em Londres esta obra foi terminada e o nome escolhido foi Centro Olave, a qual o Pax Lodge (um dos cinco centros mundiais do bandeirantismo) faz parte.
Ela foi sepultada ao lado de seu marido e em sua lápide, como homenagem a seus feitos, foram colocados os símbolos dos movimentos a que dedicaram suas vidas, ao lado de um sinal de pista que significa: Voltamos ao ponto de reunião.